# Histoire des îles Ryūkyū

Les îles Ryūkyū au sens large (incluant les îles Amami), extension maximale du royaume de Ryūkyū.

Cet article présente l'histoire des îles Ryūkyū, partie sud de l'archipel Nansei situé entre les îles principales du Japon et Taïwan.

## Étymologie
Le nom « Ryūkyū » provient des écrits chinois tandis qu'« Okinawa » est originaire d'Okinawa,. Les plus anciennes références à Ryūkyū écrivent le nom 琉虬 ((zh)) dans le texte chinois Livre des Sui en 607. C'est un nom descriptif qui signifie « dragon à corne glacé ».
L'origine du terme « Okinawa » reste incertaine, mais il existe un personnage de femme divine nommé Okinawa dans le livre Omoro Sōshi, compilation d'anciens poèmes et chansons d'Okinawa. Ceci suggère la présence d'un lieu divin nommé Okinawa. Le moine chinois Jianzhen, qui a voyagé au Japon au milieu du VIIIe siècle pour promouvoir le bouddhisme, écrit d'Okinawa comme 阿児奈波 (py : A'érnàibō ; jap. : Ajinawa, Aninawa). Les caractères chinois actuels (kanji) pour Okinawa - 冲 縄 - ont d'abord été écrits en 1719 par Arai Hakuseki, un lettré japonais, dans le livre Document des îles du sud.

## Histoire ancienne

### Période préhistorique
La généalogie des actuels habitants des îles Ryūkyū est contestée. Une théorie prétend que les premiers habitants de ces îles ont traversé un passage terrestre préhistorique en provenance de la Chine moderne, avec des ajouts ultérieurs d'Austronésiens, de Micronésiens et de Japonais fondus dans la population.
La période où les êtres humains sont apparus à Okinawa reste inconnue. Les premiers ossements humains retrouvés sont ceux de l'homme de Yamashita il y a environ 32 000 ans, suivi de l'homme de Pinza-Abu à Miyakojima, il y a environ 26 000 ans et l'homme de Minatogawa, il y a environ 18 000 ans. Parmi eux, des corps parfaits ont été excavés de l'homme de Minatogawa. Ils venaient probablement via la Chine et étaient autrefois considérés comme les ancêtres directs de ceux qui vivent à Okinawa. Aucun outils de pierre n'a été découvert auprès d'eux. Pendant les 12 000 années qui suivent, aucune trace de sites archéologiques n'a été trouvée après le site de l'homme de Minatogawa.

### Culture des amas coquilliers d'Okinawa
La culture d'amas coquillier d'Okinawa est divisée en une première période correspondant à la période Jōmon du Japon et en une deuxième correspondant à la période Yayoi du Japon. Cependant, la référence aux périodes Jōmon et Yayoi est discutable pour Okinawa. Dans le premier cas, il s'agir d'une société de chasseurs-cueilleurs, avec une poterie de la période Jōmon à ouverture en forme de vague. Au cours de la deuxième partie de la période Jōmon, les sites archéologiques se rapprochent de la mer, ce qui suggère l'engagement des habitants dans la pêche. À Okinawa, le riz n'est pas cultivé pendant la période Yayoi mais la riziculture commence au cours de la dernière période de l'âge des amas coquilliers. Des anneaux de coquillages pour les bras trouvés dans l'archipel Sakishima, à savoir les îles Miyako-jima et Yaeyama, sont importés par le Japon. Dans ces îles, la présence de haches en coquillage il y a 2 500 ans, suggère l'influence de la culture du sud du Pacifique,.

### Descriptions dans l'ancien livre japonais
Selon le Nihon-shoki, le plus ancien livre d'histoire édité par l'État japonais en 720, 30 personnes d'Okinawa ont immigré au Japon à l'an 616. Plusieurs relations tributaires sont mentionnées. La Cour japonaise a accordé des titres de noblesse aux membres des délégations.
Dans Shoku-Nihongi, publié en 797, la relation par tributs-titres continue. En 698, un savant japonais a été envoyé par la Cour du Japon aux îles les plus proches de l'île Kyushu et plus tard dans d'autres îles.

### Mythologie, dynasties Shunten et Eisō
Le premier texte historique d'Okinawa est le Chuzanseikan (« Miroirs de Chūzan »), compilé par Shō Shōken (向象賢) (1617–1675), aussi connu sous le nom Haneji Choshū (羽地朝秀). Dans cet écrit ainsi que dans d'autres textes, il est question d'un samouraï, Minamoto no Tametomo (源 為朝?, 1139–1170), qui combat la rébellion de Hōgen de 1156 et s'enfuit d'abord à l'île d'Izu, puis à Okinawa. Il s'installe avec la sœur d'un anji local et engendre Shunten, le premier roi d'Okinawa. La plupart des historiens, cependant, rejettent cette histoire comme une création révisionniste qui vise à légitimer la domination japonaise sur Okinawa. La dynastie Shunten finit à la troisième génération quand son petit-fils, Gihon, abdique, s'exile et est remplacé par Eisō qui établit une nouvelle lignée royale. La dynastie Eisō se poursuit pendant cinq générations,.

### Période Gusuku

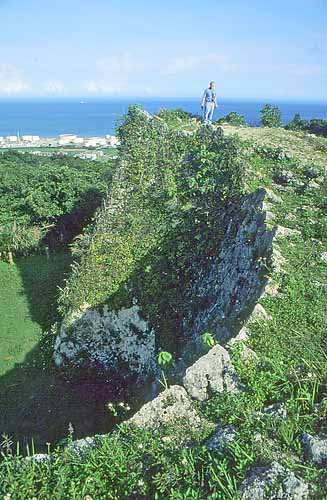
Mur gauche de Gusuku

Gusuku est le terme utilisé pour désigner la forme distinctive des châteaux ou forteresses d'Okinawa. Beaucoup de gusukus et vestiges culturels liés aux îles Ryūkyū sont inscrits sur la liste du patrimoine mondial de l'UNESCO sous le titre « Sites gusuku et biens associés du royaume de Ryūkyū ». Après la culture des amas coquilliers, l'agriculture commence vers le XIIe siècle, avec le centre de l'activité s'éloignant de la mer pour s'installer dans des endroits plus élevés. Cette période est appelée la « période gusuku ». Il y a trois points de vue quant à la nature des gusukus : 1) un lieu saint, 2) des logements entourés de pierres, 3) un château d'un chef de population. Dans cette période, le commerce de porcelaines entre Okinawa et d'autres pays est animé et Okinawa devient un important point de relais dans le commerce de l'Asie orientale. Les rois de Ryūkyū comme Shunten et Eisō, sont considérés comme d'importants gouverneurs. En 1291, une invasion mongole est prévue mais la dynastie Eisō défend sa terre. Les écritures phonétiques hiragana sont importés du Japon par un moine Zenkan en 1265. Les noro, chamanes ou prêtresses (comme dans le shintoïsme), apparaissent.

### Nature du peuple d'Okinawa
Les premiers visiteurs chinois notent l'hospitalité des habitants de l'île ainsi que les divisions économiques marquées entre la petite bourgeoisie et les masses appauvries. Avec l'arrivée des explorateurs portugais au XVIe siècle, puis des Hollandais au XVIIe siècle et les Anglais et d'autres au XIXe siècle, les habitants de l'archipel des Ryūkyū entrent également en contact avec les Européens, qui remarquent toujours l'hospitalité des indigènes.
L'économie dominante est toujours fondée sur l'exploitation du sucre de canne (uuji) et plus tard la patate douce. En 1605, Noguni Soukan apporte des semis de patate douce à Chatan et Gima Shinjo (1557-1644), répand avec succès la consommation de la patate douce. Celle-ci est ensuite plantée à Satsuma où elle devient connue nationalement comme « la pomme de terre de Satsuma »,. Parmi les autres produits de l'agriculture se trouvent la goyave, la banane, le papayer et le tabac.
Au cours des XVe et XVIe siècles, les Ryūkyūiens commercent avec Java, le Japon, la Chine et la Corée. Ce commerce entraîne une plus grande prospérité pour le royaume mais aussi une plus grande hiérarchisation sociale.

## Période des trois royaumes

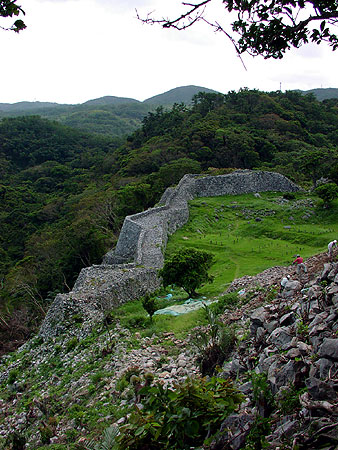
construit au cours de la période Sanzan

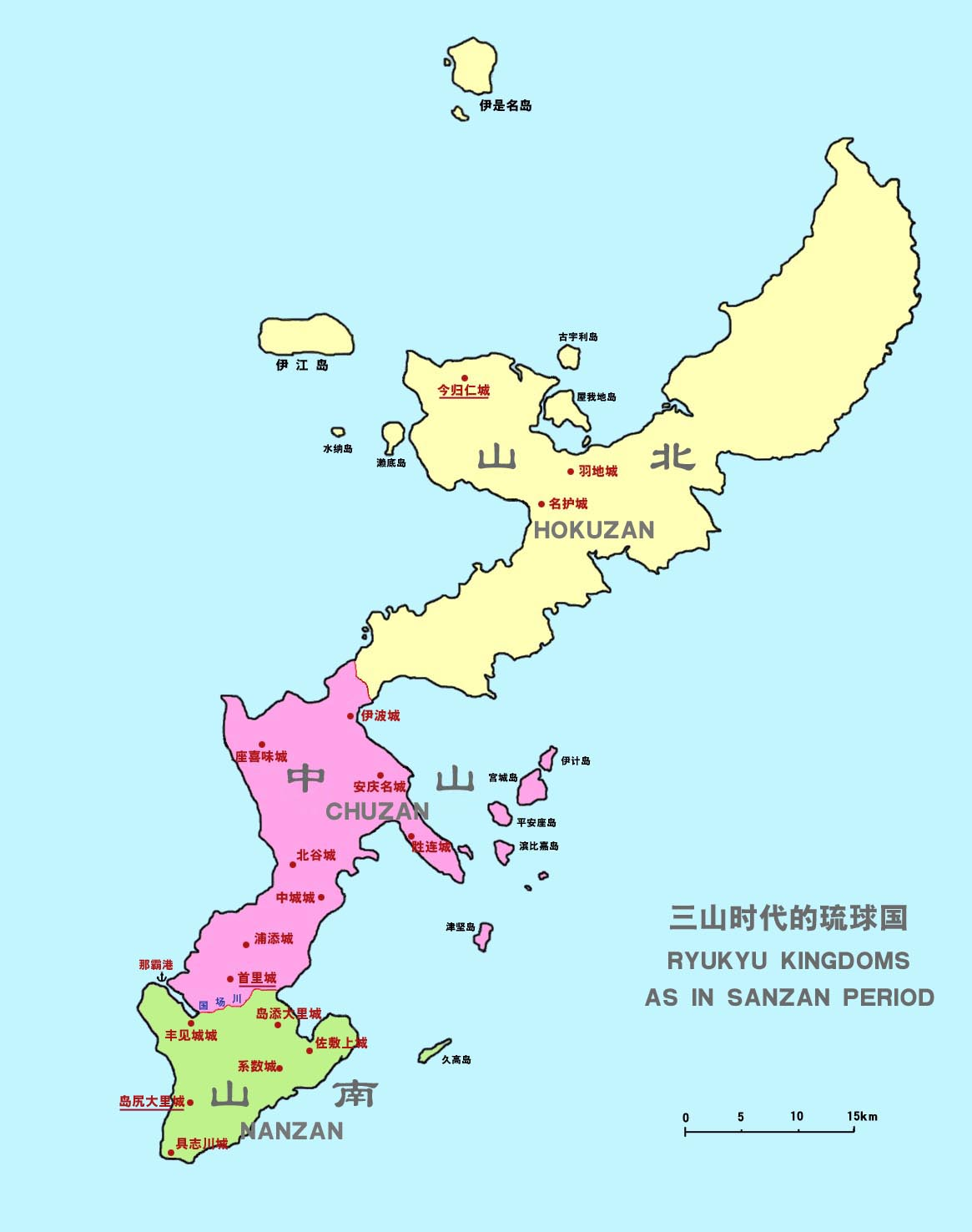
Trois royaumes

La période des trois royaumes, aussi appelée en japonais « époque Sanzan » (三山時代, Sanzan-jidai), s'étend de 1322 jusqu'en 1429. Elle se caractérise par une consolidation progressive du pouvoir de la famille Shō. Shō Hashi (1372–1439) conquiert Chūzan, le royaume central, en 1404 et y installe son père, Shō Shi Shō, pour roi.
Il conquiert ensuite Hokuzan, le royaume du Nord en 1416 et Nanzan, le royaume du sud, en 1429, unifiant ainsi les trois royaumes dans le seul royaume de Ryūkyū.
Shō Hashi est reconnu comme dirigeant du royaume de Ryūkyū (appelé « royaume LooChoo » en chinois) par l'empereur de Chine (durant la dynastie Ming). À cette époque, le royaume a exercé activement le commerce avec des pays étrangers comme la Chine, le Japon, des pays de l'Asie du sud, la Corée. Il se voit offrir une plaque de laque rouge par l'empereur, connue sous le nom « tablette de Chūzan ». Bien qu'indépendants, les rois des Ryūkyū rendent leurs hommages aux dirigeants de la Chine.
En 1451, le 6e roi, Shō Taikyū a créé une digue reliant l'île principale et Naha qui avait été une île. Pendant ce temps il aspirait de recevoir Amaterasu-ōmikami, la déesse du shintō et a construit le premier sanctuaire shintō.

## Royaume de Ryūkyū
En 1429, le roi Shō Hashi achève l'unification des trois royaumes et fonde un royaume de Ryūkyū ayant sa capitale au château de Shuri.

### Shō Shin

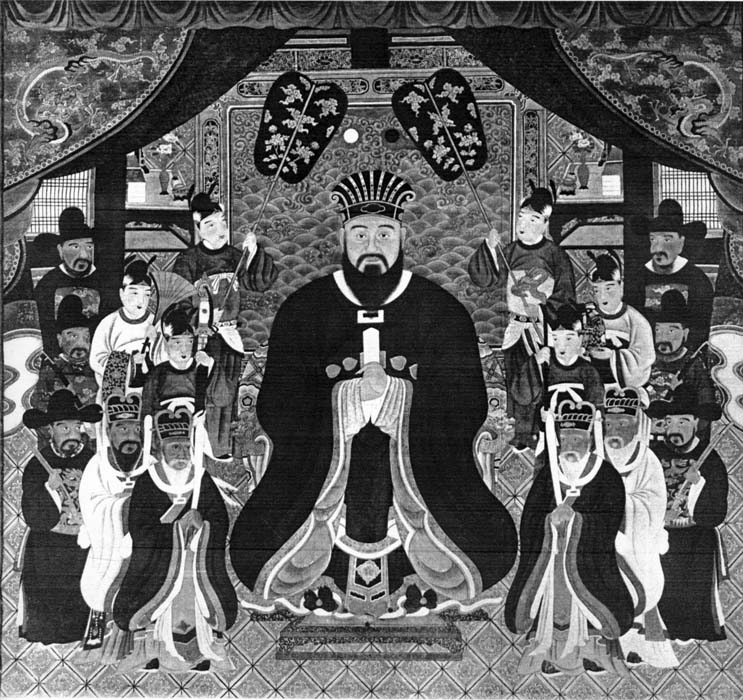
Le roi Shō Shin.

Shō Shin (尚真) (1465–1526; r. 1477–1526) est le troisième roi de la seconde dynastie Shō, dont le règne a été appelé « Grands Jours de Chūzan » (Chūzan, 中山, signifie montagne du milieu, le royaume étant divisé en trois montagnes), période de grande paix et de relative prospérité. Il est le fils de Shō En, fondateur de la dynastie, par Yosoidon, seconde épouse de Shō En, souvent désignée comme la reine mère. Il succède à son oncle, Shō Sen'i, contraint d'abdiquer en sa faveur. Une grande partie de l'organisation fondamentale de l'administration et de l'économie du royaume remonte aux développements qui ont lieu pendant le règne de Shō Shin. Cette époque est également témoin de l'expansion du contrôle de la petite monarchie sur plusieurs des îles Ryūkyū périphériques, telles que Miyako-jima et Ishigaki.

### Relation avec la Chine des Ming
Beaucoup de Chinois s'installent aux Ryūkyū afin de servir le gouvernement ou de réaliser des affaires au cours de cette période. La dynastie Ming de Chine envoie de Fujian 36 familles chinoises à la demande du roi des Ryūkyū pour gérer les relations océaniques dans le royaume en 1392 pendant le règne de l'empereur Ming Hongwu. Beaucoup de fonctionnaires Ryukuien descendent de ces immigrants chinois, nés en Chine ou ayant des grands-pères chinois. Ils participent au développement du royaume en utilisant leurs techniques et leurs relations diplomatiques,,.

### Invasion des Shimazu de Satsuma, 1609–1871
L'invasion des îles Ryūkyū par le clan Shimazu de la province de Satsuma a lieu en avril 1609. Trois mille hommes et plus d'une centaine de jonques de guerre prennent la mer à partir de Kagoshima à la pointe sud de Kyūshū. Les habitants des Ryūkyū ne combattent pas en raison de l'ordre du roi qui leur dit nuchidu takara (« la vie est un trésor »). De nombreux trésors culturels inestimables sont pillés et emportés à Kagoshima. À la suite de la guerre, les îles Amami sont cédées à Satsuma dont la domination directe sur ces territoires commence en 1613[réf. nécessaire].
Les Shimazu entretienne une relation privilégiée avec les souverains de Ryūkyū, leur permettant d'apprendre la langue chinoise, ils utilisent les échanges du Royaume avec la dynastie Qing pour augmenter le prestige de Bakufu, notamment en rappelant, en 1710, que ce royaume est le second du système tributaires de la Chine après la Corée et que ce roi est aussi un  vassal de Satsuma et l'augmentation du rang auquel prétendait Shimasu est alors essentiel pour pouvoir concrètement négocier avec le roi de Ryūkyū. Shimazu argue également que son contrôle ferme de Ryūkyū est nécessaire pour qu'il ne se joigne pas aux forces des Qing contre le Japon. Lors de l'ère Tenpō (1830—1844), les Shimazu utilisent de nouveau ses arguments pour demander une augmentation de leur rang, arguant qu'un plus faible rang conduirait à de nombreux obstacles (samatage) pour gouverner Ryukyu. Les Satsuma utilisent également ces relations pour leur prestige, lorsque les ambassadeurs de Ryūkyū voyagent à Edo pour par exemple féliciter un nouveau shōgun ou remercier le shogun de reconnaître un nouveau roi de Ryūkyū (pratique nommée Edo nobori).
En 1709, cette pratique fut mise à mal lorsque Tokugawa Ienobu devient shōgun, le bakufu informe alors à la fois les Shimazu  et le conseil des trois [royaumes] de Ryukyu est une année catastrophique pour le royaume. Il subit plusieurs typhons, des mauvaises moissons et la famine, réduisant une grande partie de la population à manger des écorces. Le palais royal est également incendié. Le bakufu ordonna de ne pas envoyer d'ambassade, ce qui fut d'un grand réconfort pour le roi de Ryūkyū mais mit à mal Satsuma, qui demanda de reprendre ces pratiques, les îles sont parfois aussi désignées comme étant une province du Japon.
Au XVIIe siècle, le royaume est un État tributaire à la fois de la Chine et du Japon. Parce que la Chine ne conclut pas d'accord formel de commerce, sauf si un pays est un État tributaire, le royaume est une échappatoire commode pour le commerce japonais avec la Chine. Lorsque le Japon cesse officiellement le commerce avec les pays européens à l'exception des Pays-Bas, Nagasaki et Ryūkyū deviennent les seuls ports de commerce japonais offrant des contacts avec le monde extérieur.
C'est durant cette période de contrôle extérieur effectif qu'ont lieu les premières rencontres internationales de jeu de go lorsque les joueurs de Ryūkyū viennent au Japon pour faire preuve de leur habileté. Cela se produit en 1634, 1682 et 1710,
Les Shimazu mettent en place la politique d'interdiction de possession de l'épée par des roturiers. Cela conduit au développement de l'art martial indigène karaté qui utilise des objets domestiques comme kobudō (armes).
Les navires noirs du commodore Perry, envoyé officiel des États-Unis, arrivent en 1853.
L'incident de Mudan a lieu en 1871 qui voit cinquante-quatre Okinawaiens tués à Taïwan après qu'ils ont erré dans la partie centrale de Taïwan à la suite du naufrage de leur navire.

### Domaine de Ryūkyū, 1872–1879
En 1872, le Japon envahit le royaume (en). Il est reconfiguré en domaine féodal (han).
Après l'expédition de Taïwan de 1874, le rôle du Japon en tant que protecteur du peuple okinawaien est reconnu mais la fiction de l'indépendance du royaume de Ryūkyū est partiellement maintenue jusqu'en 1879.

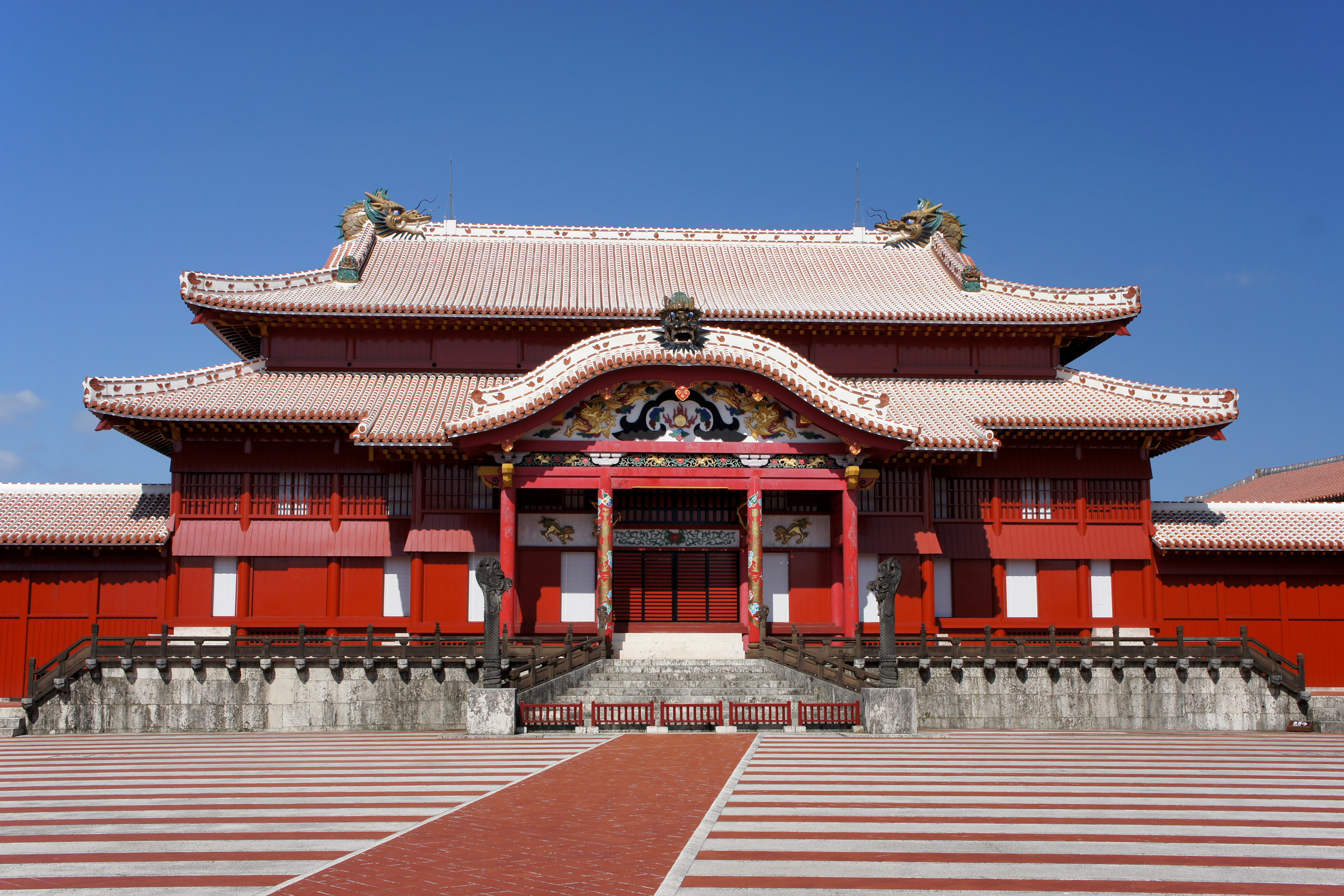
Château de Shuri

En 1878, les îles sont répertoriées comme « tributaires » du Japon. La plus grande île est enregistrée comme « Tsju San » qui signifie « île du milieu ». D'autres sont classées comme Sannan dans le sud et Sanbok dans le Nord de Nawa. Le port principal est répertorié comme « Tsju San ». Il est ouvert au commerce extérieur.
Les produits agricoles sont constitués de thé, de riz, de sucre, de tabac, de camphre, de fruits et de soie. Les produits manufacturés comprennent le coton, le papier, la porcelaine et la céramique laquée.
Les gens sont décrits comme paraissant être un « trait d'union » entre les Chinois et les Japonais.

## Préfecture d'Okinawa, 1879–1945
En 1879, le Japon annonce son intention d'annexer le royaume de Ryūkyū. La Chine proteste et demande à l'ancien président américain Ulysses Grant, alors en tournée diplomatique en Asie, d'intercéder.
Une option envisage de laisser le Japon annexer le nord de l'île Amami tandis que la Chine annexe les îles Miyako et Yaeyama, les îlots centraux demeurant un royaume de Ryūkyū indépendant. Lorsque la négociation finalement échoue, le Japon annexe l'ensemble de l'archipel des Ryūkyū. Le han de Ryūkyū est ainsi aboli par le gouvernement de Meiji et remplacé par la préfecture d'Okinawa. La monarchie à Shuri est abolie et le roi déposé Shō Tai (1843–1901) contraint de s'installer à Tokyo. En compensation, il est fait marquis dans le cadre du système Meiji de pairie.

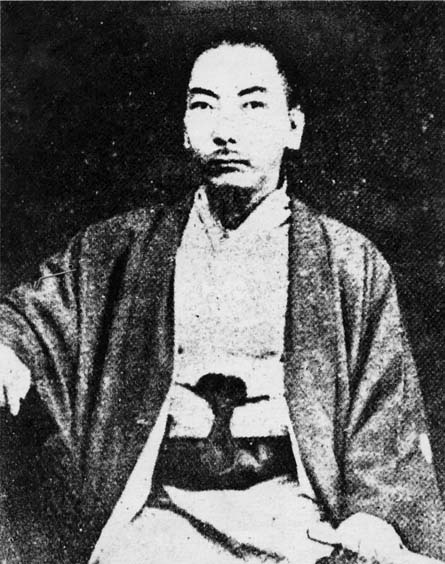
Shō Tai, le dernier roi des Ryūkyū.

Immédiatement après son annexion au Japon, l'hostilité contre la partie continentale du Japon augmente dans les Ryūkyū, en partie à cause de la tentative systématique du gouvernement continental d'éliminer la culture de l'ancien royaume, y compris la langue, la religion, et les pratiques culturelles. Le Japon introduit l'éducation publique qui n'autorise que l'usage unique du japonais standard tandis qu'il humilie les étudiants qui emploient leur propre langue en les forçant à porter des plaques autour du cou les proclamant « locuteurs de dialecte ». Cette politique augmente le nombre de locuteurs de la langue japonaise sur les îles, créant ainsi un lien avec le continent. Lorsque le Japon est devenu la puissance dominante de l'Extrême-Orient, de nombreux Okinawaiens sont fiers d'être des citoyens de l'Empire. Il existe cependant toujours parmi la population un fond de mécontentement d'être traité comme des citoyens de seconde classe.
Dans les années qui précèdent la Seconde Guerre mondiale, le gouvernement japonais cherche à renforcer la solidarité nationale dans l'intérêt de la militarisation. Il le fait par le biais de la conscription, de la mobilisation et de la propagande nationaliste. Les habitants des îles Ryūkyū, après avoir passé seulement une génération en tant que citoyens japonais de plein droit, souhaitent prouver leur valeur à la nation en dépit des préjugés exprimés par les Japonais du continent, les politiciens japonais nommés pour gouverner Okinawa et les généraux japonais du continent qui commandent des unités militaires à Okinawa.
En 1910, la mangouste indienne est introduite en provenance d'Inde pour contrôler le venimeux serpent habu, mais parce que la mangouste est active la nuit tandis que les serpents le sont pendant la journée, la stratégie de lutte contre les serpents se révèle être un échec. La mangouste est depuis considérée comme une espèce envahissante et se nourrit des espèces locales, comme le râle d'Okinawa, presque au point d'extinction.
En 1943, pendant la Seconde Guerre mondiale, le président américain demande à son allié, la République de Chine, si elle prétend aux Ryūkyū après la guerre. « Le Président évoque ensuite la question des îles Ryūkyū et demande plus d'une fois si la Chine voudrait les îles Ryūkyū. Le généralissime répond qu'il serait agréable à la Chine de se joindre à l'occupation conjointe des Ryūkyū par la Chine et les États-Unis et, par la suite, à l'administration conjointe par les deux pays sous la tutelle d'une organisation internationale ».
Le 23 mars 1945, les États-Unis lancent l'attaque sur l'île d'Okinawa et les dernières îles périphériques avant l'invasion prévue de la partie continentale du Japon.

### Princesse lys
Après le début de la Seconde Guerre mondiale, l'armée japonaise enrôle des écolières (de 15 à 16 ans) pour former un groupe connu sous le nom « Princesse lys » (Hime-yuri) et aller au front comme infirmières. Il y a sept écoles secondaires de filles à Okinawa à l'époque. Les princesses sont réparties dans deux d'entre elles et un total de 297 élèves et enseignantes rejoint finalement le groupe ; 211 d'entre elles meurent. La plupart des adolescentes sont placées dans des cliniques temporaires installées dans des grottes pour prendre soin des soldats blessés. En raison d'une grave pénurie de nourriture, d'eau et de médicaments, nombre des jeunes filles meurent en essayant de soigner les soldats blessés.
L'armée japonaise leur a dit que si elles sont faites prisonnières, l'ennemi les violera et les tuera. Les militaires leur fournissent des grenades à main pour leur permettre de se suicider plutôt que d'être faites prisonnières. Une des « princesse lys » explique : « Nous avons eu une stricte éducation impériale, aussi être fait prisonnière est la même chose qu'être traître. Nous avons appris à préférer le suicide plutôt qu'être prisonnière ». De nombreuses élèves meurent en disant Tenno Heika Banzai, qui signifie « Vive l'empereur ».
Le conseil d'éducation, entièrement composé de Japonais du continent, demande la participation des écolières. Les enseignants qui insistent pour qu'elles soient évacuées vers un endroit sûr, sont accusés d'être des traîtres.

### Bataille d'Okinawa
La bataille d'Okinawa est l'une des dernières grandes batailles de la Seconde Guerre mondiale, causant la mort d'environ 120 000 combattants. Les Ryūkyū sont la seule partie habitée du Japon théâtre d'une bataille terrestre lors de la guerre du Pacifique. Outre les militaires japonais morts dans la bataille pour Okinawa, plus d'un tiers de la population civile, 300 000 personnes, sont tuées, et de nombreux documents importants, des artefacts et des sites liés à l'histoire et la culture des îles Ryūkyū sont détruits, y compris le royal château de Shuri. Les Américains prévoient d'être accueillis en libérateurs par les habitants d'Okinawa, mais les Japonais ont utilisé la propagande pour persuader les habitants qu'ils ont tout à craindre des Américains. En conséquence, certains Okinawaens rejoignent les milices et combattent au côté des Japonais. C'est l'une des principales causes des pertes civiles car les Américains ne peuvent faire la distinction entre les combattants et les civils.
En raison de craintes concernant leur sort pendant et après l'invasion, les habitants d'Okinawa se cachent dans les grottes et les tombes familiales. Plusieurs morts collectives ont lieu, comme dans la « grotte des vierges » où de nombreuses jeunes filles de l'école d'Okinawa se suicident en sautant des falaises de peur d'être violées. De même, des familles entières se suicident ou sont tuées par leurs proches parents afin d'éviter la souffrance qu'ils croient être un sort pire aux mains des forces américaines ; par exemple, dans le village de Zamami, presque tous ceux qui vivent sur l'île se suicident deux jours après le débarquement des Américains. Bien que ces derniers ont fait des plans pour protéger les habitants d'Okinawa, leurs craintes ne sont pas totalement infondées puisque des meurtres de civils et des destructions de biens civils ont lieu, par exemple, sur Aguni-jima où 90 habitants sont tués et 150 maisons détruites.
Comme les combats s'intensifient, des soldats japonais se cachent dans des grottes avec des civils, ce qui accroît les pertes civiles. En outre, les soldats japonais tuent les Okinawaiens tentés de se rendre aux forces alliées. L'Amérique utilise les Okinawaiens nisei dans la guerre psychologique, émettant des messages radiodiffusés dans la langue d'Okinawa, faisant croire aux Japonais que les habitants d'Okinawa qui ne parlent pas japonais sont des espions ou déloyaux au Japon, ou les deux. En conséquence, ces personnes sont souvent tuées. Comme l'alimentation est devenue rare, certains civils sont tués pour de petites quantités de nourriture. « A minuit, les soldats réveillent les habitants d'Okinawa et les emmènent à la plage. Ils choisissent ensuite les habitants d'Okinawa au hasard et lancent des grenades sur eux ».
Des pertes massives dans les îles Yaeyama amènent l'armée japonaise à forcer les civils à évacuer leurs villages pour se rendre dans les montagnes, même si le paludisme y est très répandu. Cinquante-quatre pour cent de la population de l'île meurt de famine et de maladie. Plus tard, les insulaires poursuivront en vain le gouvernement japonais. Beaucoup d'historiens militaires estiment que la bataille d'Okinawa a conduit directement à l'usage par les Américains de la bombe atomique sur Hiroshima et Nagasaki. Un important défenseur de ce point de vue est Victor Davis Hanson, qui le stipule explicitement dans son livre Ripples of Battle. La théorie veut que « puisque les Japonais sur Okinawa, y compris les habitants indigènes d'Okinawa, sont si féroces dans leur défense (même si isolés et sans ravitaillement), et parce que le nombre de victimes est si terrible, de nombreux stratèges américains cherchent un autre moyen de soumettre le Japon autrement que par une invasion directe ».
De nos jours encore, des munitions non explosées peuvent de temps en temps être dangereuses, surtout dans les zones peu peuplées où elles peuvent être restées inaperçues ou avoir été enterrées.

## Occupation après guerre

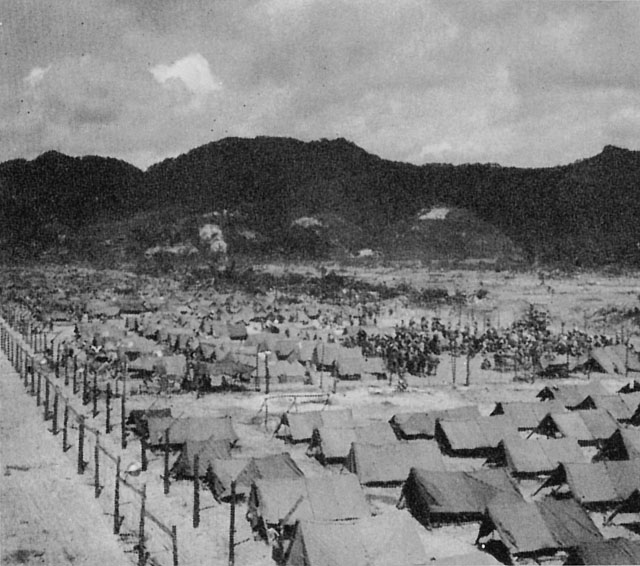
Camps d'hébergement de certaines des milliers de troupes japonaises qui se sont rendues dans les dernières étapes de la campagne d'Okinawa. (1945)

Après la guerre, les îles sont occupées par les États-Unis et dirigées par un gouvernement militaire américain, même après la fin de l'occupation du Japon dans son ensemble en 1952. Le dollar des États-Unis est la monnaie officielle utilisée et les voitures roulent à droite, à l'américaine, par opposition à la gauche comme au Japon. Les îles reviennent à la conduite à gauche en 1978, six ans après être repassées sous contrôle japonais.
Les États-Unis emploient la période d'occupation à construire sur l'île d'Okinawa de grandes bases pour l'armée de terre, l'armée de l'air, la marine et pour le corps des marines.
Le 17 juin 1971, le président américain Richard Nixon et le premier ministre japonais Eisaku Satō signent l'Accord de réversion d'Okinawa de 1971 à Washington. Les États-Unis restituent les îles au Japon le 15 mai 1972, ce qui constitue un échec pour le mouvement pour l'indépendance des Ryūkyū (en) apparu dès 1945. Selon les termes de l'accord, les États-Unis conservent leurs droits à maintenir des bases sur l'île dans le cadre du traité de 1952 pour protéger le Japon, mais les bases doivent être exemptes d'armes nucléaires. L'armée américaine contrôle encore environ 19 % de l'île, faisant des 30 000 militaires américains une caractéristique dominante de la vie de l'île. Alors que les Américains fournissent des emplois à la population locale sur les bases et dans des lieux touristiques, et payent un loyer sur les terres, les relations personnelles répandues entre soldats américains et femmes d'Okinawa restent controversées dans la société d'Okinawa. Okinawa reste la préfecture la plus pauvre du Japon.
Certains habitants d'Okinawa refusent de lever le drapeau japonais lors d'événements officiels. En raison de sa connexion perçue avec le nationalisme japonais, beaucoup se situant politiquement à gauche refusent de lever le drapeau, même si certains ont sans aucun doute des motifs nationalistes supplémentaires.

### Tensions avec l'armée américaine
Le traité de San Francisco, entré en vigueur en 1952, met officiellement fin aux hostilités en temps de guerre. Cependant, depuis la bataille d'Okinawa, la présence de bases américaines permanentes crée des frictions entre les habitants d'Okinawa et l'armée américaine. Pendant l'occupation, les militaires américains sont exempts de la juridiction nationale (japonaise) puisqu'Okinawa est un territoire occupé des États-Unis.

### Controverse sur l'agent orange
Des éléments de preuves indiquent que le projet 112 de l'armée américaine a essayé des agents biochimiques sur des marines à Okinawa dans les années 1960. Plus tard, il a été suggéré que les États-Unis ont peut-être stocké et utilisé l'agent orange dans leurs bases et centres de formation sur l'île,. Dans au moins un endroit où l'agent orange aurait été utilisé, il y a eu des cas de leucémie parmi les habitants, l'un des effets recensés de l'exposition au défoliant. Des fûts déterrés en 2002 dans l'un des sites d'élimination déclarés ont été saisis par le bureau de la défense d'Okinawa, agence du ministère japonais de la défense, qui n'a pas publié de rapport sur ce que contenaient ces fûts. Les États-Unis nient que de l'agent orange ait jamais été présent sur l'île d'Okinawa. Trente anciens combattants des États-Unis affirment avoir vu de l'agent orange sur l'île. Trois d'entre eux ont obtenu des prestations d'invalidité associées par le département des Anciens combattants des États-Unis. Les emplacements suspectés de contamination par l'agent orange comprennent le port de Naha, Higashi, le camp Schwab (en) et Chatan,. En mai 2012, il a été affirmé que le navire de transport américain USNS Schuyler Otis Bland (T-AK-277) (en) avait transporté des herbicides à Okinawa le 25 avril 1962. Le défoliant aurait été testé dans la zone nord d'Okinawa entre Kunigami et Higashi par la 267th Chemical Company (en) de l'armée américaine pour évaluer son utilité potentielle au Vietnam. Un Marine à la retraite, Le lieutenant-colonel Kris Roberts, a déclaré au Japan Times que son équipe de maintenance de base a déterré des barils qui laissaient fuir des produits chimiques inconnus à la Marine Corps Air Station Futenma en 1981. En 2012, un rapport d'évaluation environnementale de l'armée américaine, publié en 2003, est découvert qui indique que 25 000 barils de 55 gallons d'agent orange ont été stockés à Okinawa avant d'être transportés sur l'atoll Johnston pour élimination. En février 2013, une enquête interne du département de la Défense des États-Unis a conclu qu'il n'a été transporté, stocké ou utilisé aucun agent orange à Okinawa. Aucun des anciens combattants ou anciens travailleurs sur les bases n'a été interrogé pour l'enquête.

### Poursuites en vertu de l'accord sur les forces armées
Après la réunification d'Okinawa en 1972, le Japon signe immédiatement un traité avec les États-Unis afin que l'armée américaine puisse rester à Okinawa. L'accord juridique reste le même. Si un membre du personnel militaire américain est accusé d'un crime à Okinawa, l'armée américaine conserve sa compétence pour le juger dans le cadre du Status of Forces Agreement si la victime est un autre Américain ou si l'infraction est commise lors de l'exécution de ses fonctions officielles. Cette pratique est courante pour toutes les personnes des forces armées d'une nation en poste dans les pays étrangers.
En 2006, 63 personnes couvertes par le SOFA ont été arrêtées pour des infractions au code pénal et onze autres pour violation d'une loi spéciale soit un taux de criminalité des militaires américains qui représente moins de 30 % de celui de la population japonaise de l'archipel,.
En 1995, deux marines et un marin enlèvent et violent une jeune fille âgée de 12 ans et, selon les termes du SOFA signé avec les États-Unis, la police et les procureurs locaux n'ont pas la possibilité d'avoir accès aux accusés jusqu'à ce qu'ils soient en mesure de préparer un acte d'accusation. Ce qui irrite beaucoup Okinawieans dans cette affaire est que les suspects n'ont été remis à la police japonaise qu'après avoir été formellement inculpés par un tribunal d'Okinawa, bien qu'ils ont été arrêtés par les autorités militaires américaines d'application de la loi le jour après le viol et confinés dans un brick de la marine jusque-là. Dans le Michael Brown Okinawa assault incident (en), un officier de Marines américain est reconnu coupable de tentative d'attentat à la pudeur et de destruction de propriété privée impliquant un résident local de descendance philippine qui a travaillé au camp Courtney (en).
En février 2008, un marine américain est arrêté pour le viol présumé d'une Japonaise âgée de 14 ans à Okinawa et un membre de l'armée américaine est suspecté du viol d'une Philippine à Okinawa. L'ambassadeur américain Thomas Schieffer (en) s'envole pour Okinawa où il rencontre le gouverneur Hirokazu Nakaima pour exprimer la préoccupation des États-Unis relativement à cette affaire et proposer leur coopération dans l'enquête. Les forces américains au Japon proclament le 22 février une « journée de réflexion » sur toutes les installations militaires américaines au Japon et mettent en place un plan de prévention des agressions sexuelles et une force d'intervention dans le but de prévenir des incidents similaires.

### Développement prévu des bases américaines
75 % des bases des United States Forces Japan sont dispersées sur l’archipel en 2016. Leur nombre passant de 144 installations occupant 353 km2 avant le retour de l'archipel au Japon à 31 installations occupant 226 km2 en janvier 2016 soit à cette date 10 % de la superficie de la préfecture et 18 % de la surface de l'île d'Okinawa. Des terrains sont rendus progressivement avec un calendrier s'étalant jusqu'en 2028. Le tout est protégé par un espace aérien spécifique (cf. Liste des bases militaires des États-Unis dans le monde).
D'autres plaintes portent sur le fait que les bases militaires perturbent la vie des habitants d'Okinawa, l'armée américaine occupant plus d'un cinquième de l'île principale. La plus grande et la plus active des bases de la force aérienne en Asie de l'Est, la Kadena Air Base, est installée sur l'île; les habitants de l'île se plaignent que la base produise de grandes quantités de bruit et est dangereuse d'autres façons. En 1959, un avion de chasse s'est écrasé dans une école sur l'île, tuant 17 enfants et en blessant 121. Le 13 août 2004, un hélicoptère militaire américain s'écrase sur l'Université internationale d'Okinawa, blessant trois membres d'équipage à bord. L'armée américaine arrivée sur scène la première, interdit physiquement à la police locale de participer à l'enquête relative à l'accident. Les États-Unis ne permettent pas aux autorités locales d'examiner la scène jusqu'à six jours après l'accident,,,,.
Les revenus liés aux bases représentent 5 % de l'économie totale. Si les États-Unis quittaient les lieux, certain avancent que l'île serait en mesure de générer plus d'argent du tourisme par l'augmentation des terres disponibles pour le développement. Dans les années 1990, un comité des actions spéciales pour Okinawa (en) est mis en place afin de préparer des mesures pour apaiser les tensions, notamment le retour d'environ 50 km2 à l'État japonais.

## Personnalités notables de l'archipel
- Uechi Kanbun, fondateur du uechi-ryū, l'un des principaux styles de karaté d'Okinawa.
- Mitsuru Ushijima, général japonais lors de la bataille d'Okinawa, au cours des dernières étapes de la Seconde Guerre mondiale.
- Isamu Chō, officier de l'armée impériale japonaise connu pour son soutien à la politique ultranationaliste et sa participation à un certain nombre de tentatives militaires et coups-d'État de droite dans le Japon d'avant la Seconde Guerre mondiale.
- Minoru Ōta, amiral dans la marine impériale japonaise pendant la Seconde Guerre mondiale et dernier commandant des forces navales japonaises défendant la péninsule Oroku pendant la bataille d'Okinawa.
- Akira Shimada, gouverneur de la préfecture d'Okinawa. Il est envoyé à Okinawa en 1945 et meurt dans la bataille.
- Sato Eisaku, homme politique japonais et le 61e, 62e et 63e premier ministre du Japon. Au cours de ses premiers jours en fonction, Okinawa est retourné au Japon.
- Kentsū Yabu, éminent professeur de karate shōrin-ryū d'Okinawa à partir des années 1910 jusqu'aux années 1930 et parmi les premiers à faire une démonstration de karaté à Hawaï.
- Takuji Iwasaki, météorologue, biologiste, historien de l'ethnologie japonais.
- Ernest Pyle, journaliste américain qui écrit en tant que correspondant itinérant pour la chaîne de journaux Scripps Howard à partir de 1935 jusqu'à sa mort au combat pendant la Seconde Guerre mondiale. Il meurt sur Ie-jima à Okinawa.
- Lieutenant-Général Simon Bolivar Buckner, Jr., tué pendant les derniers jours de la bataille d'Okinawa par le feu de l'artillerie ennemie, faisant de lui le plus haut gradé de l'armée américaine tué par des tirs ennemis pendant la Seconde Guerre mondiale.